# 海の野郎ども
『海の野郎ども』（うみのやろうども）は、1957年（昭和32年）8月21日に公開された新藤兼人監督の日本映画。

## キャスト
- 千鳥松：石原裕次郎
- 菊浦：松本染升
- 北：草薙幸二郎
- どんがめ：殿山泰司
- めっかち：西村晃
- アラブ人：ジェリー伊藤
- デッキ・マン：梅野泰靖、榎木兵衛、富田浩太郎
- 監督：菅井一郎、安部徹
- 土産物商：小笠原章二郎
- 靴屋：池田生二
- 診察所の医師：織田政雄
- 菊浦の乾文：深江章喜
- 税関吏：長弘
- ぽん引き：青木富夫
- 労働者：安井昌二
- 女人夫：戸田春子

ほか

## スタッフ
- 製作：山田典吾、絲屋寿雄
- 監督・脚本：新藤兼人
- 助監督：宮野高
- 撮影：宮島義勇
- 音楽：伊福部昭